# Bertran I de Provença
Pel Bertran de l'altra branca del comtes de Provença vegeu Bertran II de Provença
Bertran I (mort després de 1081) fou comte de Provença de 1063 fins a la seva mort. Era fill de Guillem III Tallaferro, comte de Tolosa, i d'Emma del Venaisi o d'Avinyó, comtessa de Provença.

## Biografia
Una font no identificada li atribueix com esposa a Alix de Dia, de la que hauria tingut una filla, casada al comte Ramond de Sant Gèli, però un estudi recent atribueix aquesta filla al comte Jofré i Guifré I de Provença.

## Incerteses
Una gran incertesa domina sobre aquest comte de Provença, que no se se sap si fou comte indivís de Provença o comte a Forcalquier o Avinyó. En aquest context, cal no confondre a Bertran I amb el seu cosí Folc Bertran, un comte de Provença de la generació anterior (germà de Jofré o Guifré I de Provença) o amb Bertran (que assenyalem com a Bertran II) fill de Guifré o Jofré.